# Coupe de la Ligue française féminine de water-polo
 (juillet 2022).
Cet article traite de l'épreuve féminine. Pour la compétition masculine, voir Coupe de la Ligue française masculine de water-polo.
La Coupe de la Ligue française féminine de water-polo est une compétition de water-polo qui rassemble les clubs français les mieux classés du Championnat de France féminin de water-polo. La Ligue promotionnelle de water-polo (LPWP) l'organise depuis 2014.

## Palmarès
| Saison    | Part. | Équipe vainqueur | Équipe finaliste      | Score  | Lieu                                            |
| --------- | ----- | ---------------- | --------------------- | ------ | ----------------------------------------------- |
| 2013-2014 | 6     | Lille UC         | Olympic Nice Natation | 13 - 2 | Piscine Marx Dormoy (Lille)                     |
| 2014-2015 | 6     | Lille UC (2)     | USB Bordeaux          | 8 - 2  | Piscine de Cambrai (Cambrai)                    |
| 2015-2016 | 4     | Lille UC (3)     | USB Bordeaux          | 14 - 5 | Centre Aquatique Atlantys (Saint-Jean-d'Angely) |
| 2016-2017 | ?     | Lille UC (4)     | USB Bordeaux          | 10 - 9 | Piscine Marx Dormoy (Lille)                     |

## Bilan
| Rang | Club                  | Titres | Année(s)                 | Finale(s) perdue(s) | Année(s)           |
| ---- | --------------------- | ------ | ------------------------ | ------------------- | ------------------ |
| 1    | Lille UC              | 4      | 2014, 2015, 2016 et 2017 | 0                   | -                  |
| 2    | USB Bordeaux          | 0      | -                        | 3                   | 2015, 2016 et 2017 |
| 3    | Olympic Nice Natation | 0      | -                        | 1                   | 2014               |